# Villoruebo
Villoruebo – gmina w Hiszpanii, w prowincji Burgos, w Kastylii i León, o powierzchni 25,75 km². W 2011 roku gmina liczyła 71 mieszkańców.